# Alexeï Potekhine
Pour les articles homonymes, voir Potekhine.
Alexeï Antipovitch Potekhine (Алексей Антипович Потехин), né le 1er/13 juillet 1829 à Kinechma (gouvernement de Kostroma) et mort le 16/29 octobre 1908, est un dramaturge et romancier russe, père de l'actrice du Théâtre Maly, Raïssa Potekhina (1861-1890). 

## Biographie
Alexeï Potekhine naît dans une famille qui comptera onze enfants d'un membre de la petite noblesse désargentée, trésorier au tribunal d'instance de l'ouïezd local. Il est le frère du dramaturge Nikolaï Potekhine (1834-1896) et de l'avocat Pavel Potekhine (1839-1916). Il termine le Premier lycée classique de Kostroma et poursuit ses études en 1846-1849 au lycée Demidov de Iaroslavl. Pour son essai La Formation des lieux public sous Pierre le Grand, il reçoit une médaille d'or et une bourse. Il termine ses études avec une médaille d'argent. 

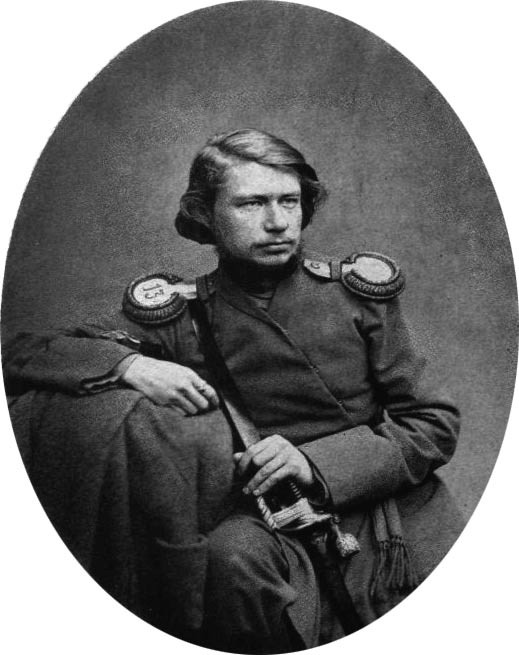
Potekhine, jeune officier.

Il s'engage dans l'armée devenant officier, puis devient fonctionnaire auprès du gouverneur de Kostroma. À la fin des années 1850 et au début des années 1860, Alexeï Potekhine sert comme fiduciaire pour la gestion des domaines d'Ignatieva dans le village de Gorki, et de Golitsina dans le village de Karabikha du gouvernement de Iaroslavl.
En 1856, il prend part à une expédition littéraire et ethnographique avec les écrivains Pissemski, Ostrovski, Maximov, Mikhaïlov, Afanassiev-Toujbinski, etc., qui a lieu à l'initiative du grand-duc Constantin, le long de la Volga. Dans les années 1880, il s'occupe du répertoire des Théâtres impériaux de Saint-Pétersbourg.
Il commence sa carrière littéraire en 1852, décrivant des scènes de la vie provinciale : Amusement et plaisir en ville («Забавы и удовольствия в городке»), qui paraît dans Le Contemporain. Puis il publie dans Le Moscovite des récits et romans à propos de la vie populaire: Tite Sophronytch Kazanok («Тит Софроныч Казанок»), La Paysanne («Крестьянка»), etc. Ils attirent l'attention par sa connaissance de la vie paysanne et par l'emploi d'un langage haut en couleur, avec cependant quelque peu de sentimentalisme dû à un certain esprit slavophile. Ensuite Potekhine se détourne des thématiques paysannes. Il publie dans les années 1870 dans Le Messager de l'Europe des récits qui rencontrent le succès À propos de l'argent («Около денег»), La Fille Khaï («Хай-Девка»), La Malade («Хворая»), etc. Ses récits sont empreints de réalisme, mais manquent de psychologie.
Avec l'arrivée des grandes réformes d'Alexandre II, Potekhine publie dans Le Messager russe, dans Le Contemporain, dans La Bibliothèque pour la lecture et d'autres journaux toute une série de nouvelles, romans et drames décrivant la lutte entre la vie à l'ancienne et les conceptions nouvelles. Ce sont Les Nobles pauvres («Бедные дворяне») considéré comme son roman le meilleur, décrivant une famille de propriétaires terriens à l'ancienne avec leurs pique-assiettes et leurs bouffons. Son roman Krouchinski («Крушинский») met en scène les fanfaronnades de la noblesse. Ses pièces de théâtre comme Michoura («Мишура») et Le Morceau tranché («Отрезанный ломоть») sont vivement applaudies; mais Michoura est ensuite interdit par la censure pendant quatre ans et Le Morceau tranché, interdit au bout de la treizième représentation. Sa comédie La Place vacante («Вакантное место») est interdite de mise en scène. Potekhine écrit des drames similaires sur la vie du peuple: Bien mal acquis ne profite jamais («Чужое добро в прок не идёт»), Le Jugement de l'homme n'est pas celui de Dieu («Суд людской не Божий»), À propos de l'argent («Около денег») (d'après son roman). À l'époque soviétique, il est critiqué et mis dans l'ombre car ses types de paysans idéaux sont des paysans craignant Dieu et respectueux des lois, correspondant aux intérêts de classe de la noblesse.
Potekhine était membre de la Société des amateurs de la littérature russe auprès de l'Université de Moscou. Ce fut l'une des personnalités à l'origine de l'érection de la statue de Gogol sur le boulevard Nikitski de Moscou. Il est élu membre honoraire de l'Académie des sciences dans le domaine des belles-lettres en 1900.
Il meurt en 1908 à Saint-Pétersbourg et est enterré au cimetière Tikhvine de la laure Saint-Alexandre-Nevski. Sa tombe a disparu.

## Publications
- Сочинения Алексея Потехина: В 7 т. — СПб.: К. Н. Плотников, 1873—1874. [Œuvres d'Alexeï Potekhine en 7 tomes, Saint-Pétersbourg, éd K.N. Plotnikov, 1873-1874.]
- После освобождения. Рассказы из крестьянского быта: В 3 т. — СПб.: А. С. Суворин, 1891. [Après la libération. Récits de la vie paysanne en 3 tomes, Saint-Pétersbourg, éd. A.S. Sourovine, 1891.]
- Сочинения А. А. Потехина: В 12 т. — СПб.: Просвещение, 1903—1905. [Œuvres d'A.A. Potekhine en 12 tomes, Saint-Pétersbourg, éd. Éducation, 1903-1905.]